# 卡路士·沙斯度
卡路士·艾朗度·沙斯度·科里斯（西班牙語：Carlos Arnoldo Salcido Flores，1980年4月2日—），墨西哥職業足球員，司職左閘，現時效力墨西哥超級足球聯賽球會瓜達拉哈拉。

## 生平

### 球會

#### 早年
沙斯度在他的球會芝華士開始他的職業生涯。而他首次上陣是在2001年7月22日的墨西哥足球甲級聯賽於以1-1戰平皮耶达（Piedad）。沙斯度未能躋身在芝華士一隊，直到2003年他才重新獲得信任，他是一個很好的後衛。他效力球隊五個半賽季上陣105場比賽射入2球。沙斯度領導的瓜達拉哈拉是2005年和2006年南美解放者杯四強和2004年墨西哥聯賽亞軍，僅輸給墨西哥国立大学俱乐部（UNAM）。
2006年4月2日，他被國家隊主教練徵召，開始代表國家隊。沙斯度在2006年世界盃上陣球隊全數的4場比賽。

#### PSV燕豪芬
在6月和7月後，2006年世界杯踢畢，有媒體猜測聯繫沙斯度與數間歐洲知名球會有聯繫，在一份報告聲稱，他已同意簽署阿仙奴，但事實證明這些猜測是錯誤的，他在2006年7月10日與荷蘭班霸PSV簽署了一份為期四年的合同。
沙斯度一直是正選，深得教練朗奴高文信任。他曾在荷蘭聯賽和冠軍聯賽中燕豪芬取得了不錯的成就。 2006年11月18日，他在鹿特丹對陣精英隊射入了他在歐洲的第一個球。更是一個壯觀的長距離球，最後球隊大勝4:0。他在燕豪芬的第一個賽季表現很好，聯賽僅缺席1場比賽，其中沙斯度奪得他在球隊的第一個冠軍。沙斯度在球隊共48場荷甲和歐洲冠軍聯賽比賽，上陣了46場。從2007年開始，沙斯度穿起列斯加的3號球衣，這亦是他的國家隊號碼。隨著穿起3號球衣，他還被任命副隊長。沙斯度在他的第二個賽季作為正選，上陣了33場荷蘭聯賽，6場歐聯比賽。

#### 富咸
2010年8月27日沙斯度加盟英超球會富咸，簽約三年，據報轉會費達到160萬英鎊，取代即將離隊轉投利物浦的。加盟首季沙斯度表現出色，但他位於西倫敦的住宅遭賊打劫，因此家人離開返回墨西哥，而他亦開始患上思鄉病，於2011年8月17日獲外借返回家鄉效力老虎隊，為期一季，並於翌年3月正式加盟。

### 國家隊
薩爾西多在2004年開始上陣國家隊比賽。 2005年，他出席在德國舉行的聯合會杯，幫助墨西哥取得第四名的成績，他作為首發出席了所有的5場比賽。其中在四強對阿根廷，沙斯度在補時由自己的禁區推進，運球扭過3後衛，省中高洛仙尼，射入盧斯的大門。
薩爾西多被徵召出席2007年美洲金杯。2007年6月21日，他在打畢其四強賽。比賽結束後第二天，他突然宣布，他不會出席2007年美洲國家杯，他的解釋是他需要一些休息。他在打畢美洲金杯決賽，並沒有隨隊飛至委內瑞拉出席美洲國家杯。墨西哥最終在四強敗給阿根廷，取得季軍。
國際賽入球
| #  | 日期           | 場地                     | 對賽球隊       | 比分             | 賽果 | 競賽               |
| -- | -------------- | ------------------------ | -------------- | ---------------- | ---- | ------------------ |
| 1. | 2005年7月26日  | 漢諾威, 德國             | 阿根廷         | 1–1 (互射十二碼) | 輸   | 2005年洲際國家盃   |
| 2. | 2005年10月26日 | 瓜達拉哈拉, 墨西哥       | 乌拉圭         | 3–1              | 贏   | 友誼賽             |
| 3. | 2007年6月13日  | 侯斯頓, 美國             | 巴拿马         | 1–0              | 贏   | 2007年美洲金杯     |
| 4. | 2008年3月26日  | 倫敦, 英格蘭             |                | 2–1              | 贏   | 友誼賽             |
| 5. | 2008年10月15日 | 艾德蒙頓, 加拿大         | 加拿大         | 2–2              | 和   | 2010年世界盃外圍賽 |
| 6. | 2009年10月14日 | 西班牙港, 千里達及托巴哥 | 千里達及托巴哥 | 2–2              | 和   | 2010年世界盃外圍賽 |
| 7. | 2011年11月11日 | 瓜達拉哈拉, 墨西哥       | 塞爾維亞       | 2–0              | 贏   | 友誼賽             |
| 8. | 2012年1月25日  | 侯斯頓, 美國             | 委內瑞拉       | 3–1              | 贏   | 友誼賽             |

## 榮譽
PSV燕豪芬
- 荷甲冠軍：2006-2007、2007-2008；

## 外部連結
- Football Database Provides Carlos Salcido's Profile and Stats（页面存档备份，存于）